# Operetka wiedeńska
Operetka wiedeńska – typ operetki rozwijający się od II połowy XIX wieku do lat 30. XX wieku w Wiedniu.

## Charakterystyka
Operetka wiedeńska rozwinęła się pod wpływem operetki paryskiej. Jej inicjatorem był Franz von Suppé. W 1860 roku wystawił on w Wiedniu swoją operetkę Pensjonat. Datę tę uznaje się za początek operetki wiedeńskiej. Cechą charakterystyczną operetki wiedeńskiej jest zastąpienie, królującego w operetce paryskiej, kankana, walcem, który, dzięki Johannowi Straussowi, stał się głównym tańcem europejskim przełomu wieków.

## I operetka wiedeńska
I okres operetki wiedeńskiej, zwany również klasycznym lub złotym obejmuje okres od 1860 roku do końca stulecia. Pierwszym twórcą operetki wiedeńskiej był Franz von Suppé (1819-1895). W 1860 roku wystawił on operetkę Pensjonat, pierwszą operetkę wiedeńską. Do najpopularniejszych jego utworów należą: Piękna Galatea (1865) i Boccaccio (1879). Najwybitniejszym przedstawicielem złotego okresu operetki wiedeńskiej był Johann Strauss syn (1825-1899). Debiutował w 1871 roku operetką Indygo, po niej wystawił z sukcesem: Zemstę nietoperza (1874), Noc w Wenecji (1883), Barona cygańskiego (1885), Wiedeńską krew (1899). Oprócz Straussa do wybitnych przedstawicieli tego okresu należeli: Karl Millöcker (1842-1899), autor między innymi Studenta-żebraka (1882) i Gasparonne’a (1884), Karl Zeller (1842-1892) autor Ptasznika z Tyrolu i Richard Genée (1823-1895).

## II operetka wiedeńska
Po śmierci pierwszej generacji twórców, nastąpił na przełomie XIX i XX wieku kilkuletni kryzys operetki wiedeńskiej. W 1902 roku debiutował z powodzeniem Franz Lehár (1870-1948) najwybitniejszy przedstawiciel srebrnej operetki wiedeńskiej. Jego kolejna operetka Druciarz osiągnęła 225 przedstawień i stała się pierwszym sukcesem pary wykonawców: Mizzi Günther i Louisa Treumanna. W 1903 roku swój najlepszy utwór Brat Straubinger wystawił debiutujący Edmund Eysler (1874-1949). W 1904 roku debiutował Oscar Straus (1870-1954), a w 1905 Leo Fall (1873-1925). Przełom stanowiła wystawiona w 1905 roku lehàrowska Wesoła wdówka, która po 385 przedstawieniach w Wiedniu, w ciągu najbliższych kilku lat podbiła całą ówczesną Europę. W 1907 roku swój wielki sukces odniósł Leo Fall Księżniczką dolara, a rok później powtórzył go Rozwódką. W 1907 roku swoją najlepszą operetkę Czar walca wystawił Oscar Straus. Utwór będący apoteozą wiedeńskości, nie zdobył może tej sławy, co Wesoła wdówka, wiedeńczycy obejrzeli go jednak ponad 1000 razy. W tym samym, 1907 roku sukces Krysią leśniczanką odniósł również, piszący od lat na sceny operowe, Georg Jarno (1868-1920). Jego operetki wprowadzające na scenę postaci historyczne i dramatyczne zakończenie miały w dalszym rozwoju operetki wiedeńskiej znaleźć wybitnych naśladowców. Lehàr powrócił w wielkim stylu wystawiając w 1909 roku Hrabiego Luksemburga, kolejną operetką która podbiła sceny europejskie, a w 1910 Cygańską miłością po raz pierwszy sięgnął po melodie węgierskie w swej twórczości.
Wraz z rozkwitem operetki pojawiła się plejada znakomitych wykonawców: Hubert Marischka, Betty Fischer, grający postaci buffo Ernst Tautenhayn i Fritz Werner wcielający się w rolę czarujących bonvivantów. Rozkwit operetki wiedeńskiej przyciągnął do stolicy Austro-Węgier również twórców z Węgier i Czech. W 1909 roku wielki sukces Manewrami jesiennymi odniósł debiutujący rok wcześniej tym utworem w Budapeszcie Imre Kálmán (1882-1953). W 1911 roku debiutował na scenach Wiednia Czech Oskar Nedbal (1874-1930). Trzy lata później znakomicie została przyjęta jego operetka Polska krew. W 1912 roku wielkim powodzeniem cieszyła się Jej wysokość tańczy walca Leo Aschera, nastrojowa baśń miłosna dziejąca się na początku XIX wieku. Lata wojny osłabiły nieco rozmach produkcji muzycznej. W 1915 żywiołową muzyką operetki Na rozkaz cesarzowej podbił wiedeńską publiczność Bruno Granichstaedten. Jednak największe osiągnięcia tego okresu przypadły na rok następny. Były to: osnuty wokół postaci Roberta Schumanna Domek trzech dziewcząt Heinricha Berthégo i ewokująca węgierskie rytmy, rozgrywająca się w środowisku lekkoduchów początku wieku Księżniczka czardasza Kálmána. W tym samym 1916 roku znakomitą Różę Stambułu napisał też Leo Fall. Oscar Straus i Edmund Eysler zadowalali się produkcją obliczoną na zysk, a Lehár, który przez lata wojenne pisał niewiele powrócił w 1918 roku utrzymanym w węgierskich rytmach Skowronkiem, odnosząc duży sukces u publiczności.
W 1920 roku Oscar Straus odzyskał swą pozycję kompozytora dużego formatu pisząc Ostatniego walca. Napisał potem jeszcze kilka bardzo udanych komedii muzycznych, wśród nich Perły Kleopatry (1923) i Teresinę (1925). Kálmán po sukcesie Księżniczki czardasza kopiował samego siebie, jednak w 1921 roku sięgnął szczęśliwie po temat orientalny w Bajaderze, a w 1924 roku z jeszcze większym sukcesem powrócił do tematyki węgierskiej w Hrabiny Maricy. Leo Fall na dwa lata przed śmiercią (1923) odniósł wielki sukces mającą premierę w Berlinie Madame Pompadour, historią dworu francuskiego w przededniu rewolucji. W Berlinie odnosił też sukcesy swymi późnymi biograficznymi operetkami Lehár: Paganinim (1925) i Carewiczem (1927), a także sięgającą po motywy chińskie Krainą uśmiechu. W 1925 roku operetką Orłow, dziejącą się w środowisku rosyjskich emigrantów wielki sukces (428 przedstawień) odniósł Granichstaedten. A w 1927 roku swą ostatnią wartościową operę Złota majstrowa napisał Eysler. Z interesujących premier lat 30. warto wspomnieć Clivię Nico Dostala (1895-1981). Nie okazała się nią Giuditta ostatni utwór Lehára (1934). Kryzys polityczny następnych lat położył kres istnieniu operetki wiedeńskiej